# Shewanella abyssi
Shewanella abyssi es una bacteria del género de Shewanella la  cuál ha sido aislada de sedimentos de mar profundo de la bahía Suruga en Japón.